# Herren von Lanzenkirchen
Die Adelsfamilie derer von Lanzenkirchen war ein österreichisches Adelsgeschlecht  in Lanzenkirchen in Niederösterreich.

## Geschichte
861 und 891 wird in einer Urkunde König Ludwigs des Deutschen eine Kirche „ecclesia Anzonis“ genannt. Um 1130 wird Lanzenkirchen urkundlich erwähnt, es heißt dort: „Uvolfker de Lanzenkirchen“; als Zeuge wird dieser Angehörige eines Ministerialengeschlechtes 1132 neuerlich erwähnt. Diese Herren von Lanzenkirchen nannten sich nach der damals bestehenden Wehranlage zu Lanzenkirchen und waren vermutlich Lehensträger der Grafen Formbach-Pitten.
Die edlen Herren von Lanzenkirchen errichteten vermutlich auch die Burg Schwarzenbach in Schwarzenbach.